# Восточный переулок (Ломоносов)
Восто́чный переулок — переулок в городе Ломоносове Петродворцового района Санкт-Петербурга, в историческом районе Мартышкино. Проходит от Новогорской улицы до улицы Дюма.
Название известно с 1963 года. Оно связано с тем, что переулок расположен на восточной окраине поселка Мартышкино.